# Ophiolebes vivipara
Ophiolebes vivipara is een slangster uit de familie Ophiacanthidae.
De wetenschappelijke naam van de soort werd in 1949 gepubliceerd door Alexander Michailovitsch Djakonov.